# K-43
Die K-43 war ein sowjetisches U-Boot des Projekts 670 (NATO-Bezeichnung: Charlie-Klasse) mit Nuklearantrieb, das ab den späten 1980ern von der indischen Marine geleast wurde. Das Boot wurde am 26. Januar 1971 in Gorki auf Kiel gelegt und nach dem Stapellauf 1972 nach Sewerodwinsk zur Endausrüstung verlegt. 1984 wurde sie umfassend modernisiert und 1987 der indischen Marine übergeben, wo sie ab 1988 als S-71 Chakra in Dienst stand. Außerdem waren Spezialisten der sowjetischen Marine für die Zeit des Leasings an Bord, um Spionage zu verhindern und den Betrieb des U-Bootes zu gewährleisten. Im Januar 1991 wurde sie, nach einem Reaktorzwischenfall an Bord, zurückgegeben und schließlich 1992 zum Abwracken vorgesehen.